# 矢巾町立矢巾中学校
矢巾町立矢巾中学校（やはばちょうりつ やはばちゅうがっこう）は、岩手県紫波郡矢巾町にある公立中学校。

## 概要
1959年（昭和34年）4月に、矢巾村立徳田中学校、同煙山中学校、同不動中学校が統合して矢巾中学校が設立された。1966年（昭和41年）4月に町制施行により、現校名となった。1977年（昭和52年）11月には、学校安全模範校として岩手県知事表彰を受けている。1986年（昭和61年）11月には、全国花いっぱいコンクール最優秀賞を受賞した。
1996年（平成8年）4月に、本校から矢巾町立矢巾北中学校が分離開校した。

## 沿革
- 1959年4月 - 矢巾村立徳田中学校、同煙山中学校、同不動中学校が統合して矢巾中学校となる。
- 1960年6月 - 第一期工事完了（３年のみ移転）
- 1961年2月 - 第二期工事完了（１・２年移転）
- 1964年4月 - 特殊学級設置
- 1966年
  - 5月 - 町制施行により、矢巾町立矢巾中学校と改称。
  - 10月 - 給食室新設、完全給食開始
- 1967年
  - 2月 - 地教委連視聴覚教育指定公開
  - 7月 - プール完成
- 1968年11月 - 統合１０周年記念式典　記念事業の図書寄贈を受ける
- 1969年
  - 4月 - 文部省の教科書（社会科）研究協力校となる
  - 5月 - 柔道場新設
- 1978年11月 - 矢巾中学校統合２０周年記念式典
- 1982年8月 - 教育相談室新設
- 1983年
  - 10月 - 矢巾中学校統合２５周年記念式典
  - 11月 - 矢巾中学校同窓会設立
- 1985年1月 - 同窓会設立記念　記念碑建立
- 1986年11月 - 全国花いっぱいコンクール最優秀賞
- 1988年10月 - 矢巾中学校統合３０周年記念式典
- 1992年1月 - 中学生アメリカ・フリモントミドルスクールに派遣
- 1993年6月 - アメリカ・フリモント中学生来校
- 1996年4月 - 矢巾北中学校と分離
- 1998年11月 - 創立４０周年記念式典
- 2002年8月 - 中国寧波市との交流開始
- 2003年4月 - 飛行機利用において関西方面へ修学旅行
- 2004年4月 - 共同調理場方式による学校給食開始。
- 2008年11月 - 創立５０周年記念式典
- 2010年
  - 4月 - きこえの教室　新設
  - 10月 - 校歌四部完成、文化祭初披露
- 2011年12月 - 新校舎へ移転